# Roslyn (Dakota del Sur)
Roslyn es un pueblo ubicado en el condado de Day en el estado estadounidense de Dakota del Sur. En el Censo de 2010 tenía una población de 183 habitantes y una densidad poblacional de 358,66 personas por km².

## Geografía
Roslyn se encuentra ubicado en las coordenadas 45°29′48″N 97°29′36″O / 45.49667, -97.49333. Según la Oficina del Censo de los Estados Unidos, Roslyn tiene una superficie total de 0.51 km², de la cual 0.51 km² corresponden a tierra firme y (0%) 0 km² es agua.

## Demografía
Según el censo de 2010, había 183 personas residiendo en Roslyn. La densidad de población era de 358,66 hab./km². De los 183 habitantes, Roslyn estaba compuesto por el 97.81% blancos, el 0% eran afroamericanos, el 1.09% eran amerindios, el 0% eran asiáticos, el 0% eran isleños del Pacífico, el 0% eran de otras razas y el 1.09% pertenecían a dos o más razas. Del total de la población el 0% eran hispanos o latinos de cualquier raza.